# Blongkeng
Blongkeng is een bestuurslaag in het regentschap Magelang van de provincie Midden-Java, Indonesië. Blongkeng telt 2740 inwoners (volkstelling 2010).